# Philipp Metzke
Philipp Metzke (ur. 9 lipca 1986 w Berlinie) – niemiecki kolarz grupy Akud Rose. Karierę kolarską rozpoczął w 1998 roku. W 2007 roku wygrał etap w polskim wyścigu Szlakiem Grodów Piastowskich.

## Osiągnięcia

### 2007
- Wygrany etap wyścigu Szlakiem Grodów Piastowskich

### 2006
- 3. miejsce na Marlower Bergkriterium
- 10. miejsce w miejsce Bundesliga in Fürth
- 10. miejsce w Rund um Düren (1.2)

### 2005
- 1. miejsce na Großer Preis Schenkendöbern
- 1. miejsce na Berlin-Treptow
- 3. na etapiep Tour de Berlin U23 (Sieger Kombinationswertung)
- 3. na etapie Ungarn-Rundfahrt
- 3. na etapie Stuttgart – Straßburg – Stuttgart U23
- 3. miejsce na Oberguriger Straßenrennen